# Jeanne-Marie Leprince de Beaumont
Jeanne Marie Leprince de Beaumont (ur. 26 kwietnia 1711 w Rouen, zm. 8 września 1780 w Chavanod) – francuska pisarka i edukatorka epoki oświecenia.

## Życiorys[1]
Była najstarszą córką malarza i rzeźbiarza Jean-Baptiste'a Nicolasa Leprince'a i jego pierwszej żony Marie-Barbe Plantart. W wieku czternastu lat zaczęła kształcić się na nauczycielkę przy klasztorze w Ernemont. W 1733 roku wstąpiła do nowicjatu, jednak po dwóch latach zrezygnowała z życia zakonnego.
W 1737 roku, jako nauczycielka muzyki na lotaryńskim dworze Stanisława Leszczyńskiego poślubiła tancerza Claude-Antoine'a Maltera. Małżeństwo było nieważne m.in. z powodu braku wymaganej zgody ojca. Po rozstaniu z Malterem związała się z Antoine'em Grimardem, markizem de Beaumont. Pierwsze utwory literackie, wydane w 1748 roku, podpisywała już "Le P. de B." lub "Le Prince D. B.".
Pod koniec 1748 roku wyjechała do Anglii, gdzie pracowała dla rodzin należących do londyńskiej elity jako guwernantka. Wkrótce zaczęła publikować antologie tekstów literackich, popularnonaukowych i polemicznych, w tym również na tematy pedagogiczne. Najsłynniejszym jej dziełem był przeznaczony dla dzieci Magasin des enfants, pierwotnie wydany w 1756 roku i wielokrotnie wznawiany aż do drugiej połowy XIX wieku. Początkowo miał on służyć jako pomoc do nauki francuskiego dla młodych Angielek, ale wkrótce zyskał sobie ogromną popularność również we Francji, a także doczekał się przekładów na inne języki, w tym polski (Magazyn dziecinny, tłum. Eustachy Dębicki, 1768). Książka pomyślana była jako zbiór dialogów między guwernantką i jej uczennicami, zawierający rozważania moralne, informacje z dziedziny historii, fizyki i biologii, parafrazę opowieści starotestamentowych, powiastki i anegdoty, a także baśnie, będące przeważnie adaptacją wcześniejszych utworów literackich pisarzy francuskich. Największą i najtrwalszą sławę zyskała sobie Piękna i Bestia, wzorowana na wydanym w 1740 roku tekście Gabrielle-Suzanne Barbot de Villeneuve. Po sukcesie Magasin des enfants pisarka opublikowała jego kontynuacje, przeznaczone dla nastoletnich dziewcząt i panien na wydaniu (Magasin des adolescentes, 1760, oraz Instructions pour les jeunes dames qui entrent dans le monde et se marient, 1764), a później także wiele innych zbiorów i antologii.
Od 1756 roku Leprince de Beaumont była związana z Thomasem Pinchonem, urzędnikiem kolonialnym zamieszkałym w Londynie. W 1763 roku wróciła do Francji razem ze swoją córką lub siostrzenicą Élisabeth i jej mężem Nicolasem Moreau. Związek z Pinchonem uległ wówczas rozluźnieniu, przez wiele lat jednak utrzymywali znajomość korespondencyjną. Mieszkając w Sabaudii, a od 1773 roku w Avallon w Burgundii, Leprince de Beaumont do końca życia pisała i publikowała utwory literackie, podręczniki i teksty pedagogiczne.

## Twórczość
1748 Le Triomphe de la vérité
1750 Lettres diverses et critiques
1753 Education complète ou abrégé de l'histoire universelle, mêlée de géographie, de chronologie
1754 Civan roi de Bungo, histoire japonaise
1756 Lettres de Madame Du Montier à la marquise de***, sa fille (tłum. pol. Listy Jeymość Pani Du Montier, 1780)
1756 Magasin des enfants (tłum. pol. Eustachy Dębicki, Magazyn dziecinny, 1768)
- La Belle et la bête

1760 Magasin des adolescentes (tłum. pol. Eustachy Dębicki, Magazyn panieński, 1770)
1764 Instructions pour les jeunes dames qui entrent dans le monde et se marient (tłum. pol. Eustachy Dębicki, Dokończenie magazynu panieńskiego, czyli nauki dla dam dorosłych na świat wychodzących, zabierających się do stanu małżeńskiego, 1773)
1768 Le Magasin des pauvres, artisans, domestiques, et gens de la campagne (tłum. pol. Magazyn ubogich rzemieślników, służących y stanu wieyskiego ludzi, 1774)
1770 Les Américaines, ou la Preuve de la religion chrétienne par les lumières naturelles (tłum. pol. Amerykanki albo dowód religii chrześcijańskiej przez światło przyrodzone, 1784
1772 Le Mentor moderne ou Instruction pour les garçons et pour ceux qui les élèvent
1774 Contes moraux
1779 La Dévotion éclairée, ou Magasin des dévotes